# Hitachi (ciclismo)
La Hitachi, già Splendor, era una squadra maschile belga di ciclismo su strada, attiva nel professionismo dal 1979 al 1989.
Fondata e diretta da Albert De Kimpe, nelle undici stagioni di attività venne sempre invitata al Tour de France, ottenendo vittorie di tappa tra gli altri con Sean Kelly ed Eddy Planckaert; partecipò anche alle principali classiche del periodo, vincendo con Michel Pollentier il Giro delle Fiandre 1980, e con Claude Criquielion il Giro delle Fiandre 1987 e due edizioni della Freccia Vallone, nel 1985 e 1989.

## Cronistoria

### Annuario
| Anno | Codice | Nome                                                                                         | Cat. | Biciclette  | Dirigenza                                                                       |
| ---- | ------ | -------------------------------------------------------------------------------------------- | ---- | ----------- | ------------------------------------------------------------------------------- |
| 1979 | -      | Splendor-Euro Soap                                                                           | Pro  | Splendor    | Dir. sportivi: Albert De Kimpe, Robert Lauwers                                  |
| 1980 | -      | Splendor (fino a metà giugno) Splendor-Admiral (da metà giugno)                              | Pro  | Splendor    | Dir. sportivi: Albert De Kimpe, Luc Landuyt                                     |
| 1981 | -      | Splendor-Wickes Bouwmarkt-Europ Decor                                                        | Pro  | Splendor    | Dir. sportivi: Albert De Kimpe, Luc Landuyt                                     |
| 1982 | -      | Splendor-Wickes Bouwmarkt                                                                    | Pro  | Splendor    | Dir. sportivi: Albert De Kimpe, Luc Landuyt, Willy Raes                         |
| 1983 | -      | Splendor-Euro Shop                                                                           | Pro  | Splendor    | Dir. sportivi: Albert De Kimpe, Luc Landuyt                                     |
| 1984 | -      | Splendor-Jacky Aernoudt Meubelen (fino a giugno) Splendor-Mondial Moquettes-Marc (da giugno) | Pro  | Splendor    | Dir. sportivi: Albert De Kimpe, Luc Landuyt                                     |
| 1985 | -      | Hitachi-Splendor-Sunair                                                                      | Pro  | Splendor    | Dir. sportivi: Albert De Kimpe, Luc Landuyt, Willy Raes                         |
| 1986 | -      | Hitachi-Marc-Splendor                                                                        | Pro  | Splendor    | Dir. sportivi: Joseph Braeckevelt, Albert De Kimpe                              |
| 1987 | -      | Hitachi-Marc                                                                                 | Pro  | Rossin      | Dir. sportivi: Joseph Braeckevelt, Albert De Kimpe                              |
| 1988 | -      | Hitachi-Bosal-BCE Snooker                                                                    | Pro  | Eddy Merckx | Dir. sportivi: Joseph Braeckevelt, Albert De Kimpe, Roger De Vlaeminck          |
| 1989 | -      | Hitachi                                                                                      | Pro  | Eddy Merckx | Dir. sportivi: Albert De Kimpe, Roger De Vlaeminck, Luc Landuyt, Paul Van Himst |

## Palmarès

### Grandi Giri
- Giro d'Italia

Partecipazioni: 1 (1989)
Vittorie di tappa: 0
Vittorie finali: 0
Altre classifiche: 0
- Tour de France

Partecipazioni: 11 (1979, 1980, 1981, 1982, 1983, 1984, 1985, 1986, 1987, 1988, 1989)
Vittorie di tappa: 8
1980: 2 (2 Sean Kelly)
1981: 2 (Eddy Planckaert, Sean Kelly)
1985: 3 (3 Rudy Matthijs)
1986: 1 (Rudy Dhaenens)
Vittorie finali: 0
Altre classifiche: 0
- Vuelta a España

Partecipazioni: 5 (1976, 1978, 1979, 1980, 1982)
Vittorie di tappa: 14
1979: 2 (2 Sean Kelly)
1980: 7 (5 Kelly, Jesson, De Wilde)
1982: 5 (5 Eddy Planckaert)
Vittorie finali: 0
Altre classifiche: 2
1980: Punti (Sean Kelly), Squadre

### Classiche monumento
- Giro delle Fiandre: 2

1980 (Michel Pollentier); 1987 (Claude Criquielion)